# Un experiment amb el temps
Un experiment amb el temps ("An Experiment with time" en el seu original anglès) és un assaig de J.W. Dunne sobre la precognició i l'experiència humana del temps. Publicat per primera vegada el Març de 1927, fou àmpliament llegit i les seves idees foren promogudes per altres autors, sobretot per J. B. Priestley.
Altres llibres de l'autor són L'univers serial, La nova Immortalitat i Res mor (The Serial Universe, The New Immortality, and Nothing Dies).

## Continguts
- I. Definicions
- II. El Puzzle
- III. L'experiment
- IV. Resistència temporal i corrent temporal
- V. Temps serial
- VI. Respostes als crítics

Apèndix a la tercera edició:
- I. Una nota de Sir Arthur Eddington
- II. El factor edat
- III. El nou experiment

Index

## Conceptes bàsics
La teoria de Dunne, elaborada en base anys d'experiments en somnis precognitius i estats precognitius induïts, és que, en realitat, tot el temps és eternament present. És a dir, que el passat, el present i el futur estan d'alguna manera passant conjuntament. Però la consciència humana experimenta aquesta simultaneïtat d'una forma lineal. Dunne sosté que en els somnis aquesta manera d'interpretar el temps és menys rígida que en estat de vetlla, podent així recordar esdeveniment passats i futurs. Així doncs, tothom és capaç de tenir premonicions. Hi ha per tant dos nivells en el nostre ésser, el temps interior (lineal) i el temps exterior (simultani), suggerint així la noció d'immortalitat continguda també en llibres posteriors (La nova Immortalitat i Res Mor).
La idea que el temps (i per extensió la humanitat) existeix de forma dual (tant de forma simultània com lineal) és normalment difícil d'interioritzar. Una analogia seria amb un llibre: en qualsevol moment el conjunt de llibres de la terra existeixen en ells mateixos, tot i que en un moment determinat només en podem llegir una pàgina. Les resta de pàgines, mentre que també existeixen quan estem llegint l'altre, resten fora de la nostra consciència. Si poguéssim d'alguna manera llegir totes les pàgines del llibre de cop o poguéssim experimentar el llibre en la seva totalitat en un sol instant, aleshores ens trobaríem amb una experiència més real sobre el llibre. De forma similar a l'analogia, en les nostres vides només som conscients d'un sol moment en el temps: el present. El passat és recordat però no és experimentat físicament, i el futur resta desconegut. En bona part això seria comparable a la idea que Tomàs d'Aquino fa de Déu veient totes les coses passades, presents i venidores en l'"ara" etern: com un observador mirant cap avall des de dalt d'una vall, copsant d'una mirada totes les accions que tenen en lloc en el temps terrenal -la vall- des d'una perspectiva forana al temps.